# Abraham Blauvelt
Abraham Blauvelt (m. 1663) fue un marino, corsario y pirata neerlandés del siglo XVII conocido por su participación en la piratería en las costas de Honduras y Nicaragua en época española de la Capitanía General de Guatemala.   

## Historia
Las fuentes sobre la vida de Blauvelt son escasas. Fue capitán de la Compañía de Nueva Suecia, empresa privilegiada que administraba las colonias suecas americanas adquiridas por mediación de Países Bajos. A partir de 1644 fue capitán corsario de una nave para el ataque a los intereses del Imperio Español desde su base en la New Amsterdam neerlandesa (actual Nueva York, EE. UU.) hasta Blewfields Bay en la colonia inglesa de Jamaica (actual Jamaica). Tras la paz de Münster (1648) entre Países Bajos y España buscó establecer una base para la piratería en la colonia inglesa de Newport (actual Newport, EE. UU.), sin éxito. Prosiguió su actividad pirática con el barco francés La Garse.
Oculto en la desembocadura de río Escondido en las costas de la Capitanía General de Guatemala en la región de Tologalpa (entre las actuales Honduras y Nicaragua), se puso bajo las órdenes del cruel corsario inglés de Jamaica Christopher Myngs. Las últimas noticias sobre su vida le sitúan en una incursión llevada a cabo por Myngs en la bahía de Campeche en 1643, falleciendo probablemente durante el ataque a San Francisco de Campeche (México).

## Topónimo Bluefields
Testimonio de su actividad pirática en las costas caribeñas son los topónimos de Bluefields en Nicaragua, traducción al inglés de Blauvelt, y el puerto de Blewfields (Condado de Cornwall) en Jamaica.